# Heavy Petting (Bad Manners)
Heavy Petting (anche noto col titolo Don't Knock the Baldhead) è l'ottavo album in studio del gruppo britannico Bad Manners, pubblicato nel 1997.

## Tracce
1. Don't Knock the Baldheads
2. Black Night
3. Down Berry Wood
4. Happiness
5. Heavy Petting
6. In the Jungle
7. No, No, No
8. Randy Scouse Git
9. Feel Like Jumping
10. Red River Ska
11. Liverpool and Birmingham
12. Lager Delirium
13. Go